# غرامينيتسا، أرتا
غرامينيتسا (Γραμμενίτσα) هي مدينة في أرتا في مقاطعة كينتريكي إلادا في اليونان. بلغ عدد سكانها الدائمين 1,259 نسمة حسب تعداد عام 2011. تقع القرية بالقرب من نهر أراخثوس وعلى بعد 5 كم فقط من المدينة.